# Cucurbita palmata

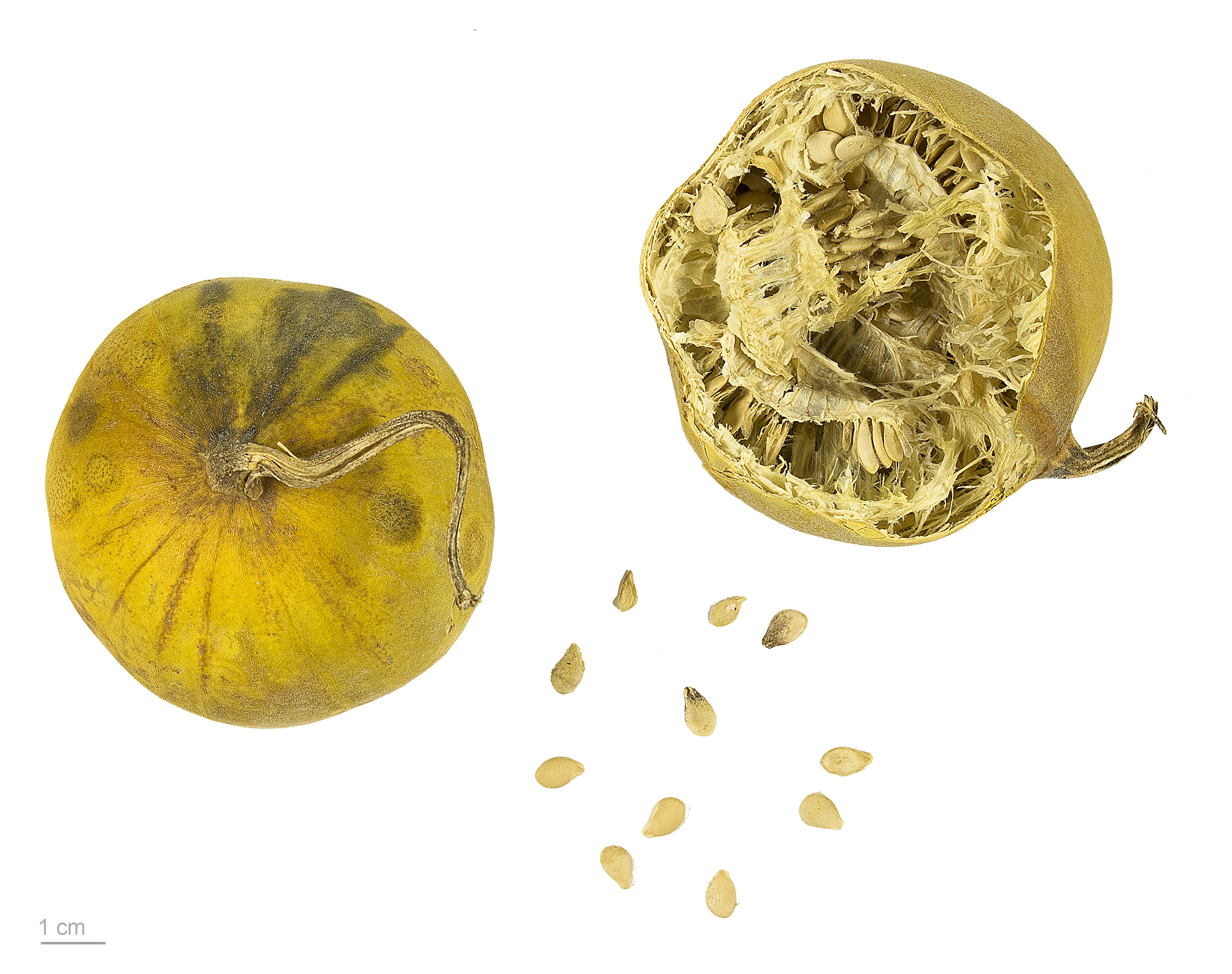
Cucurbita palmata - MHNT

Cucurbita palmata é uma espécie de planta angiospérmica da família Cucurbitaceae, conhecido pelos nomes comuns de melão e abóbora coyote.
Esta abóbora é nativa do sudoeste dos Estados Unidos e até do norte do México, onde é mais comum em regiões desérticas. As folhas são bem pequenas. A planta tem frutos esféricos ou achatados com 8 a 10 centímetros de largura. Os frutos podem ser amarelos ou verde-escuros e podem ter listras brancas. Os frutos têm mau gosto e não são comestíveis.